# オスモ・ヴァンスカ
オスモ・ヴァンスカ（Osmo Vänskä、1953年2月28日 - ）は、フィンランドの指揮者。

## 経歴
ヘルシンキ・フィルハーモニー管弦楽団のクラリネット奏者であった。その後シベリウス・アカデミーでヨルマ・パヌラに師事して指揮を学び、ブザンソン国際指揮者コンクールで優勝し、指揮者に転身した。シベリウス・アカデミーの指揮科の同級生にユッカ＝ペッカ・サラステ、エサ＝ペッカ・サロネンがいる。
1985年にラハティ交響楽団の首席客演指揮者に就任、さらに1988年に同楽団の音楽監督に就任して以来、フィンランドの一地方オーケストラに過ぎなかった同楽団を世界的なオーケストラに育て上げた。多くの場合、オーケストラが技術的に飛躍を見せるときは、それに伴って元来持っていた独自の音色美、個性を失うことが多い。しかし、ヴァンスカの非凡なるところは、ラハティ響の技術上のレベルアップを果たしながらも、それと同時にこのオーケストラが本来持ち合わせているローカルな特色を生かすことに腐心したところである。その結果、ヴァンスカ&ラハティ響のコンビによる北欧音楽、特にシベリウスの演奏は、その独特の透明感溢れる響きから「フィンランドの風景を思い起こさせる」「北欧の空気そのまま」などと絶賛を博すこととなった。
上記の理由などが示すように、同楽団とのシベリウスの交響曲や管弦楽曲の録音は、世界的に評価が高い。
そのほか、1993年から1996年までアイスランド交響楽団、1996年から2002年までBBCスコティッシュ交響楽団のそれぞれ首席指揮者を務めた。また、2003年よりミネソタ管弦楽団の音楽監督を務め、同楽団とベートーヴェンの交響曲の全曲録音を行った。北欧音楽以外の分野での活躍も期待されるところである。日本へは、ラハティ響を率いての来日公演（1999年、2003年、2006年）の他、広島交響楽団や読売日本交響楽団に客演するなどたびたび来演している。
2013年10月1日、楽団員と運営側の雇用契約交渉が決裂し、ミネソタ管弦楽団のポジションを辞任した。約1年後、雇用契約が再び結ばれてから同楽団の音楽監督のポジションに復帰し2022年まで務めた。
息子に、ヴァイオリニストのオッリ・ヴァンスカがいる。オッリは現在、ヴァイキングメタルバンド、チュリサスで活動している。